# Volta (danza)

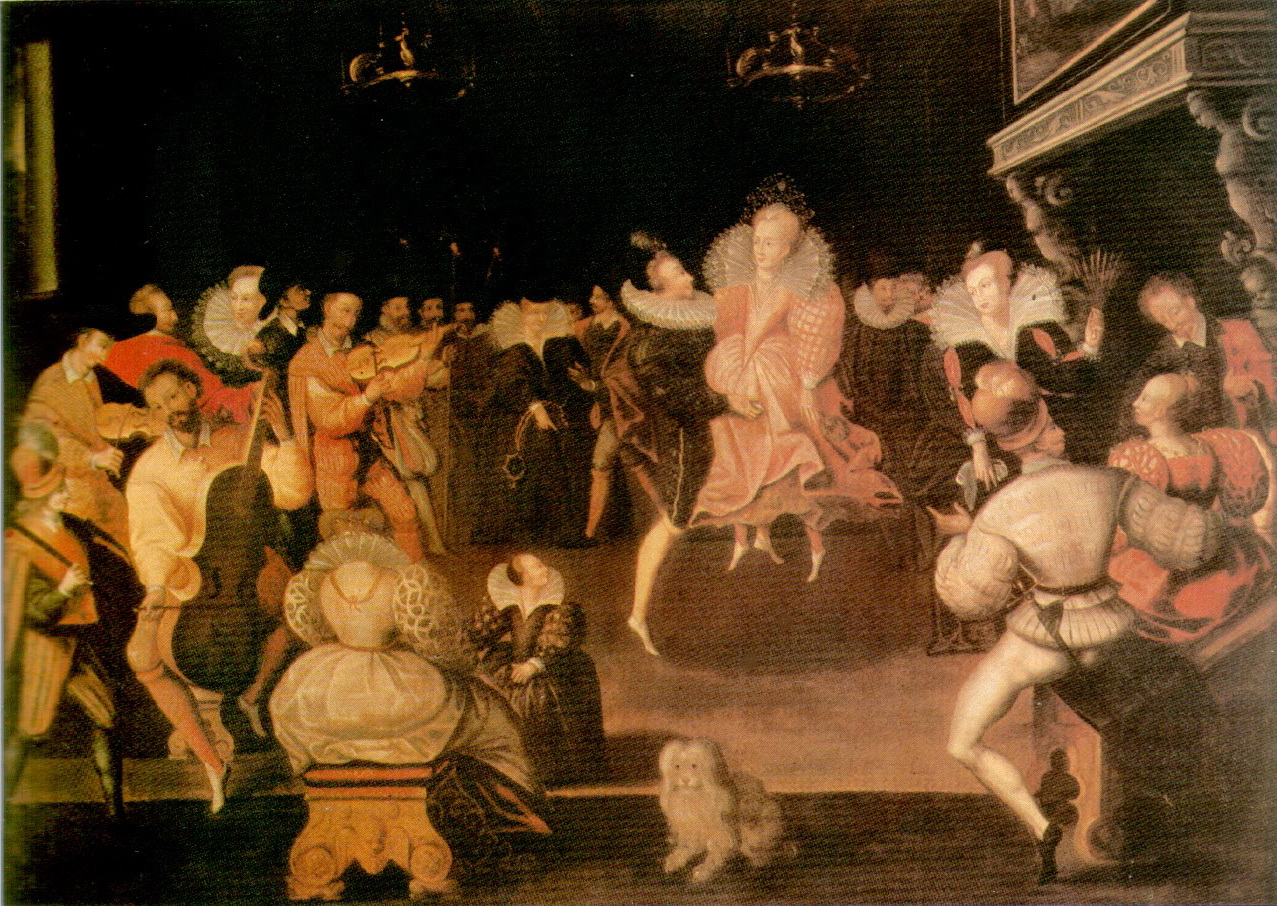
Danza del Rinascimento: la volte, dipinto francese (conservato a Penhurst Place, Kent) associato a torto all'era elisabettiana.

La volta, conosciuta anche nelle varianti di volte, lavolta, la volta, levalto o levolto, è una danza rinascimentale in tempo ternario e di andamento mosso, che conobbe il suo massimo splendore in tutta Europa durante il XVI e il XVII secolo.  Si pensa che essa abbia dato origine al passo di valzer e, secondo alcune fonti (molto controverse), probabilmente anche a quello di polka.

## Storia

### Etimologia e diffusione
Il nome della danza deriva dal latino volgare volvĭta, volta, derivati del latino classico: volvĕre, in italiano volgere.

La volte danzata durante la festa di san Valentino a Roquemaure, Gard
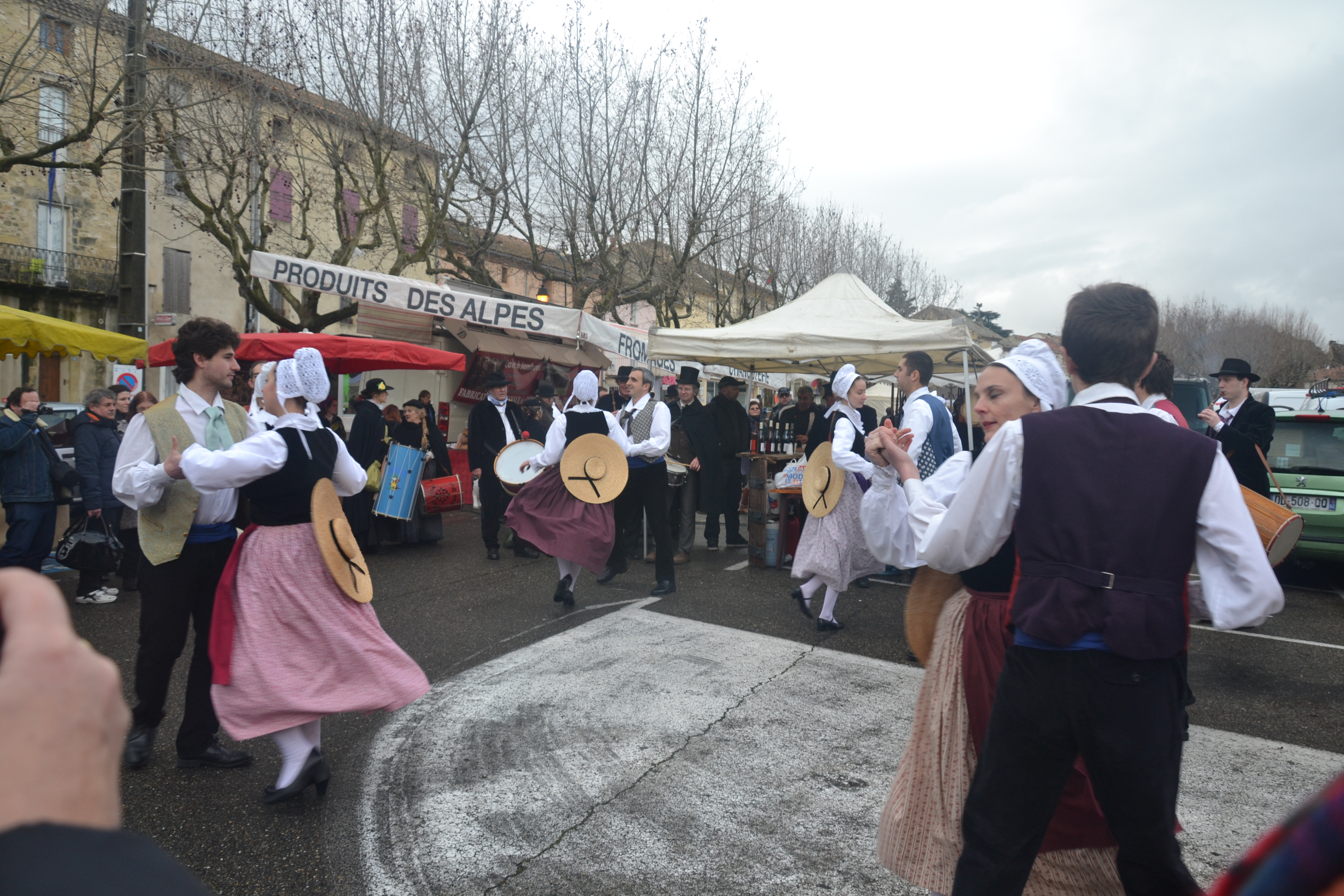
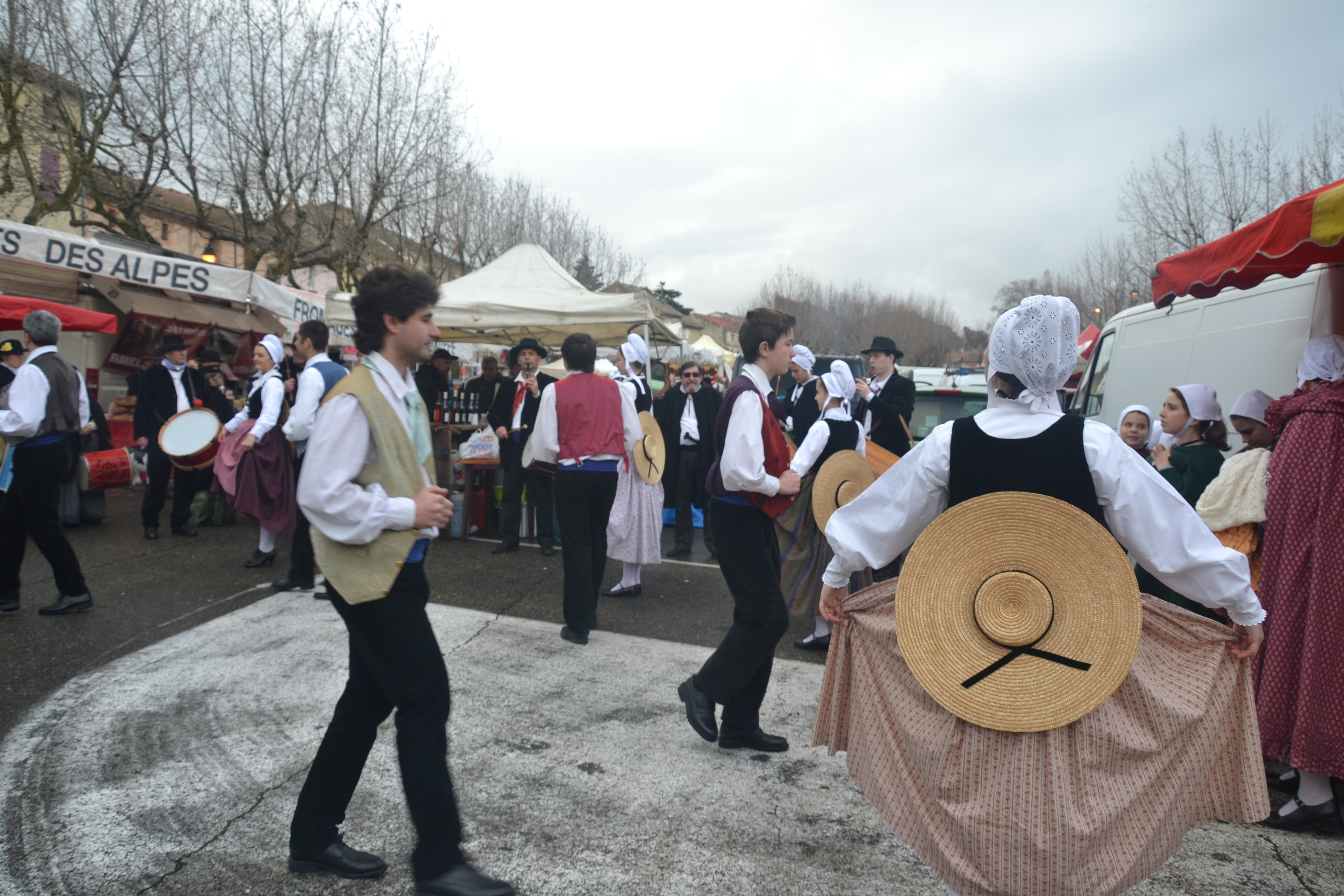
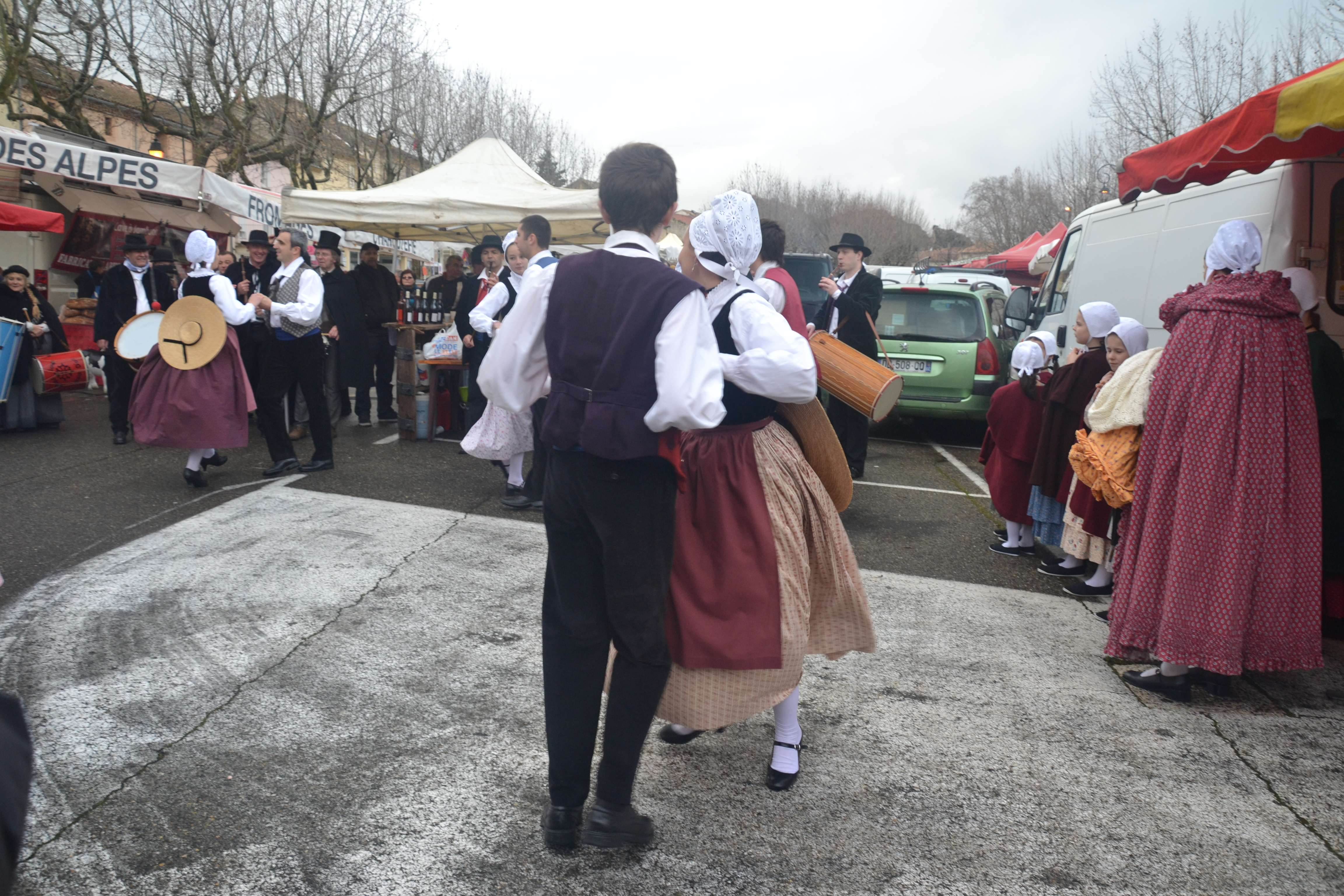
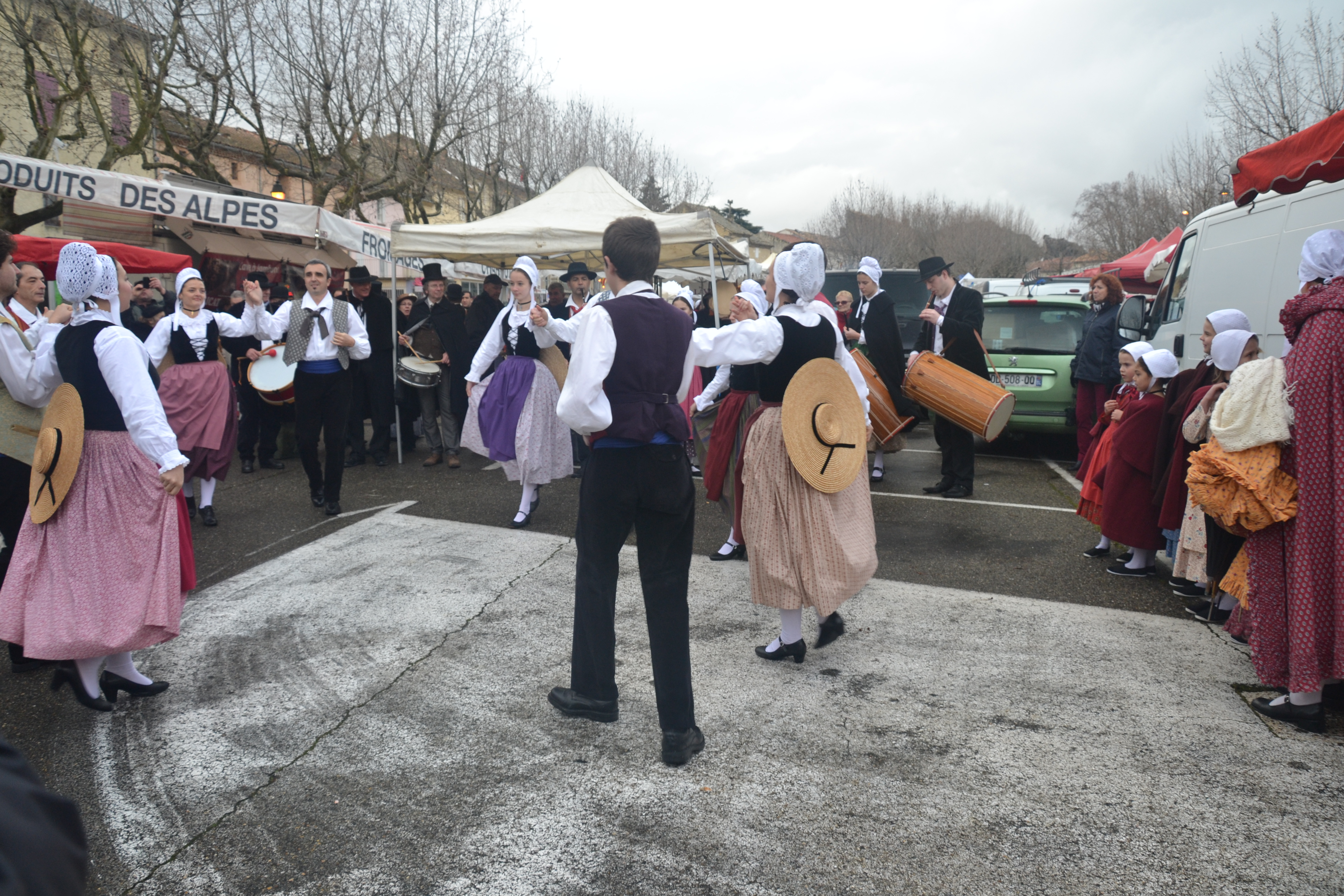

La tradizione colloca la nascita della danza in Provenza. Dalle Mémoires di Margherita di Valois sappiamo che i provenzali danzavano la volte con i cimbali. Qui fu introdotto nella corte parigina dei Valois nel 1556 dal conte di Sault, ed ebbe un gran successo grazie alla preferenza di Caterina de' Medici, ma soprattutto, di Enrico III. Gaston Vuillier parla di quest'ultimo così: 
(Gaston Vuillier, La danza, 1899)
Questa citazione pone un dubbio sull'origine della danza. Infatti, secondo alcune fonti, essa sarebbe di origine italiana: Rinaldo Corso attesta la pratica della danza in Italia già nel 1555. Inoltre il nome stesso della danza suggerirebbe l'origine italiana, benché anche l'ipotesi che derivi dal provenzale voute non sia da escludere. Secondo altre fonti, la danza sarebbe di origine tedesche. Come afferma Curt Sachs, la volta era stata raffigurata già nel 1538 da Heinrich Aldegrever (incisore della Vestfalia, regione dove la danza era già presente molti decenni prima). Quel che è appare certo è che questa danza ha origini contadine.
Nel 1600, tramite i francesi, la volta aveva già raggiunto l'Inghilterra dove conobbe un gran successo e la stessa regina Elisabetta I la annoverava tra le sue danze preferite. Inoltre era presente stabilmente nelle lezioni di danza, come William Shakespeare attesta nell'Enrico V:
And teach lavoltas high and swift corantos»
(William Shakespeare, Enrico V, traduzione di Goffredo Raponi, 1999)
E in Troilo e Cressida (IV.4), Shakespeare fa dire a Troilo:
(William Shakespeare, Troilo e Cressida, traduzione di Goffredo Raponi, 1998)
Nello stesso periodo è attestata la presenza della volta in anche Italia come per esempio in un dipinto del pittore Federico Zuccaro e nelle composizioni di Cesare Negri: Le gratie d'amore e Nuove inventioni di balli. In quest'ultimo la danza è chiamata La nizzarda ma, vista la presunta provenienza della danza e la forte somiglianza dei passi, si può affermare che l'autore si riferisca alla volta.

### Critiche e declino della danza
La danza fu molto criticata, in quanto era ritenuta «indecente» per il «modo vergognoso» di tenere la dama, «oscena» e poco igienica:
(Guillame Bouchet, in Edmond Bonnafé, Notes sur la vie privée à la Renaissance, Parigi, 1896, p. 380)
(Guillame Bouchet, in Edmond Bonnafé, Notes sur la vie privée à la Renaissance, Parigi, 1896, p. 380)
Altre critiche lamentano il forte senso di vertigini che la danza porta e il fatto che questa non è assolutamente adatta per le dame. Inoltre, il sollevarsi delle vesti, dovuto al continuo girare, era considerato come una cosa molto volgare:
(Brantôme, La vie des Dames Galantes)
La danza fu fortemente osteggiata e a causa delle critiche cadde in disuso: già nel 1636 abbiamo una delle ultime menzioni della danza in un piccolo dialogo del El maestro de danzar di Félix Lope de Vega: un personaggio domanda cosa sia La nizzarda, senza però avere una risposta, il che può essere interpretato come un segno di declino. L'ultima attestazione letteraria della volta compare nel poema eroico di Bartolomeo Corsini (morto nel 1675):
(Sebastian Brant, La nave dei folli)

## Descrizione

### Struttura formale della composizione

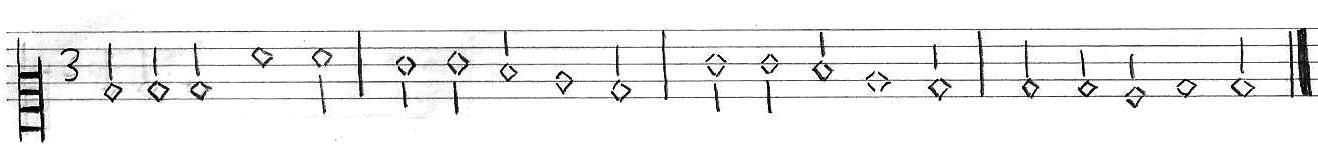
Spartito della volta tratto dallOrchésographie.

La volta era una danza in tempo ternario di movimento rapido, scritta solitamente in 3/4 o in 6/8. Non abbiamo la suddivisione esatta della battuta, ma possiamo affermare che questa sia stata non tanto differente dalla gagliarda e che abbia avuta una struttura regolare ma che, comunque, si poteva adattare. Riguardo agli strumenti utilizzati per accompagnare la danza, troviamo scritto, nelle Notes sur la vie privée à la Renaissance, che la volta provenzale veniva accompagnata con il suono del cimbalo.

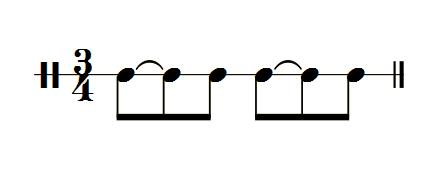
Ritmo della volta costituito da sei crome.

Nell'esempio di volta presente nell'Orchésographie di Thoinot Arbeau, l'autore non riporta l'unità di tempo, ma scrive che questa è ternaria e mette le spezzabattute ogni sei minime: quindi si può dedurre che l'unità di tempo sia il 6/2. Lo spartito non presenta accidenti, è scritto in notazione mensurale, ma non cita per quale strumento questa sia stata scritta. Lo spartito è molto breve ed è composto da quattro misure e da una melodia molto semplice. Curt Sachs, sulla base di questo spartito, è riuscito a creare un'ipotetica suddivisione della battuta. Secondo la ricostruzione, la battuta sarebbe stata in 3/4 e composta da sei crome oppure dallo schema sincopato: semiminima-croma, semiminima-croma.
Esempi di volte si trovano nelle suite del XVII secolo, dova questa occupava a volte il ruolo di danza finale (come in Thomas Simpson, Opusculum newer Pavanen, 1610). Le volte appaiono in arrangiamenti per liuto, strumenti a tastiera ed insiemi orchestrali. Adrian Le Roy include nella sua opera Instruction (1568) l'arrangiamento per liuto di una delle più antiche melodie provenzali conosciute chiamata La volte, essa appare nel volume di Jean d'Estrées Tiers livre de danseries (1559), nelle intavolature per liuto dell'italiano G. C. Barbetta (1585) e di G. A. Terzi (1599). Nell'opera Terpsichore di Michael Praetorius (1612) sono presenti quarantotto volte. Il primo e il secondo libro di Robert Ballard (1611 e 1614) ne contiene sette. Troviamo delle volte nelle collezioni di musiche virginali: due esempi si trovano nel Fitzwilliam Virginal Book, uno di William Byrd e uno di Thomas Morley. Louis Couperin la utilizza in una composizione per cembalo.

### Struttura della coreografia della danza

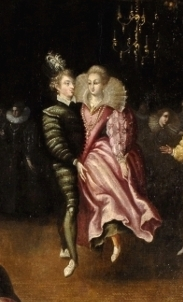
La volta nella corte di Enrico III. I danzatori stanno eseguendo il primo passo della danza.

Cesare Negri, nel capitolo sulla nizzarda del suo trattato Le Gratie d'amore (1602), scrive che è una danza allegra, caratterizzata da salti e giri, alla quale non si può dare una regola precisa perché è danzata differentemente secondo il paese. Di questa abbiamo differenti descrizioni, tra cui soprattutto quella presente nell'Orchésographie di Thoinot Arbeau (1589).
(Thoinot Arbeau, Orchésographie)
Nella volta i danzatori ballano a coppia chiusa, ossia a stretto contatto. L'uomo con il braccio sinistro prende la dama sul suo fianco destro e appoggia la mano destra sotto alla stecca del busto di lei. La dama, a sua volta, appoggia la mano destra sulla spalla o sul collo del suo cavaliere e con la mano sinistra sostiene un lembo della gonna, per evitare che questa si sollevi eccessivamente. Durante tutta la durata della danza la coppia non cambia mai di partner.
La danza inizia con un passeggio, durante il quale i ballerini compiono alcuni passi saltati simili a quelli della gagliarda, e infine si posizionano uno davanti all'altro e si prendono nella posizione descritta sopra. I passi che eseguono i ballerini, e che caratterizzano la volta, sono saltati e girati. Infatti, i ballerini incominciano con un primo saltello sul piede interno e, allo stesso tempo, alzano quello esterno e girano di 90°. Dopo fanno un pas assez long (passo abbastanza lungo) sul piede destro senza saltare, quindi girano per un quarto di giro. Infine eseguono un salto più alto girando di un quarto e cadendo a piedi uniti.
Per ritornare alla posizione iniziale, i danzatori dovevano eseguire per quattro volte lo schema qui descritto. 
Sempre nell'Orchésographie compare un esempio di spartito della volta nel quale l'autore fa corrispondere a ogni nota un passo, secondo questo ordine:
1. Saltello iniziale
2. Passo lungo (prende due note)
3. Salto maggiore
4. Caduta a piedi uniti

Nel trattato di Cesare Negri Le Gratie d'amore (poi ristampato col titolo Nuove inventioni di balli), ci è data un'altra descrizione della danza sotto il nome di nizzarda.
Questa si balla in coppia chiusa e l'uomo prende per mano la dama con la mano destra; la donna, a sua volta, mette la mano destra sulla gonna. 
La danza inizia con un inchino, poi con una camminata. Successivamente, questi eseguono un passo in avanti con il piede sinistro seguito da un saltello terminato sul piede destro.
Nel suo trattato, Negri dà anche un esempio di intavolatura per liuto de La nizzarda.

## La volta nel cinema
- Elizabeth (1998);[29][30]
- Shakespeare in Love (1998);[31][32]
- Elizabeth: The Golden Age;[33][34]
- La spada e la rosa (1953);[35][36]
- Elisabetta Regina (1971).[37][38]